# Церква Покрови Пресвятої Богородиці (Травневе, ПЦУ)
Церква Покрови Пресвятої Богородиці в Травневому — парафія і храм 2-го Збаразького благочиння Тернопільської єпархії Православної церкви України в селі Травневе Тернопільського району Тернопільської области.

## Історія церкви
У жовтні 2010 року парафіяни села відсвяткували 110-річчя з дня побудови церкви, яка до 1945 року була костелом.
Храм був закритим протягом 27 років. Лише у 1989 році відбулося урочисте відкриття, на якому громада зустрічала декана Романа Сливку та Рудольфа Дудкевича, що провів відправи. Після відкриття в храмі провели ремонт.

## Парохи
- о. Степан Шуляк,
- о. Рижевський,
- о. Процишин,
- о. Василь Бумба,
- о. Тарас Дручок
- о. Петро Біляшевич (з 1994).